# Madona cu garoafă
 Madona cu garoafă  sau Madona cu carafa (italiană Madonna del Garofano, Madonna della Caraffa) este o pictură realizată de Leonardo da Vinci. Se presupune că lucrarea a fost realizată de Leonardo în perioada în care era ucenic în atelierul lui Andrea del Verrocchio. Este pictată în ulei pe lemn (62x47,5 cm), se află la Alte Pinakothek, München și este datată aproximativ în anul 1473. Alte surse sugerează o datare ulterioară: între anii 1478 și 1480.

## Istorie

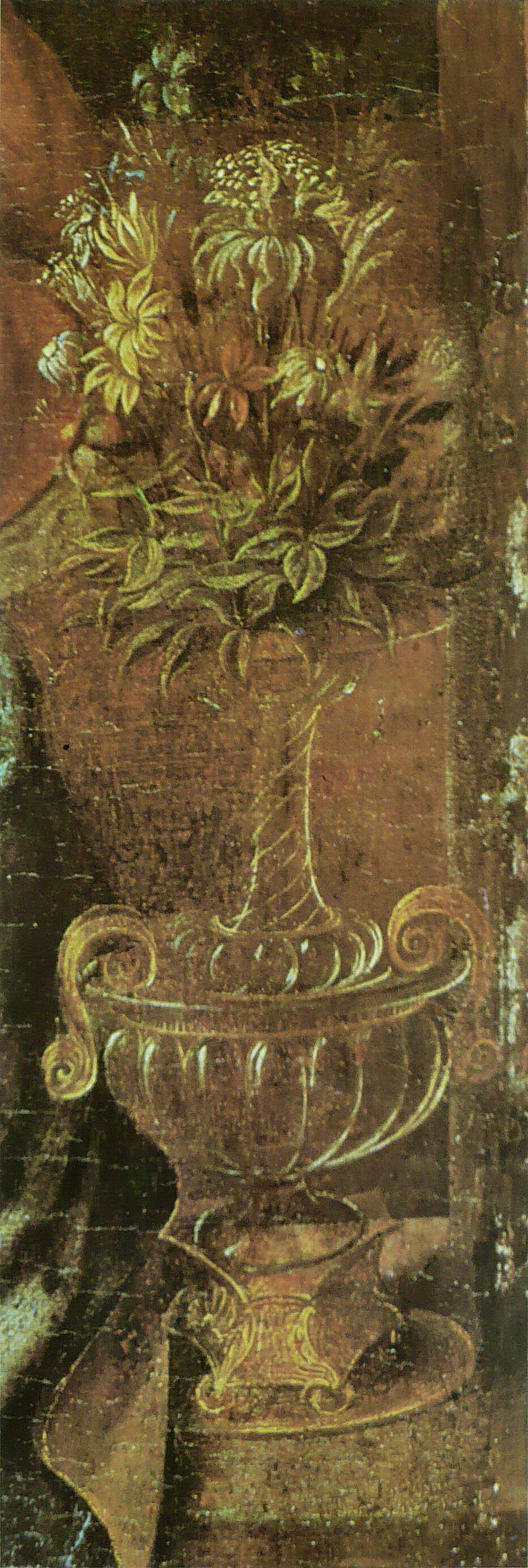
Detaliu al picturii

Pictura provine, cel mai probabil, dintr-o mănăstire a călugărilor capucini din Burgau, Bavaria. Opera a fost descoperită în 1889 la o licitație a bunurilor unei văduve din orașul Günzburg. Cumpărătorul, care a plătit doar 22 de mărci germane pentru această lucrare, a revândut-o câteva luni mai târziu către Alte Pinakothek pentru 800 de mărci, atribuind-o lui Andrea del Verrocchio. Ulterior, a fost anunțat că muzeul primise o lucrare autentică de Leonardo da Vinci cu o valoare estimată la 8.000 de mărci. Pentru a susține atribuirea către Leonardo, lucrătorii muzeului au făcut referire la descrierea lui G. Vasari a picturii „Madonna della Caraffa” (italiană Madonna della Caraffa – „Madona cu carafa”) a lui Leonardo, aflată în colecția papei Clement al VII-lea de Medici:
„După aceea, Leonardo a pictat o Madonă desăvârșită pe o pânză care a aparținut ulterior papei Clement al VII-lea, și, între alte obiecte reprezentate, a redat un carafă cu apă, în care se aflau câteva flori. Fără a menționa vivacitatea uimitoare cu care a fost pictat, carafa are urme de condens atât de realiste încât roua părea mai vie decât viața însăși.”
Cei mai mulți experți care au venit la München să examineze această lucrare necunoscută până atunci a lui Leonardo nu au fost impresionați, concluzionând că nu este decât o copie după un original pierdut. Mai târziu, s-a remarcat o schiță a unui cap feminin din colecția de grafică a Luvrului, care ar fi putut fi un studiu pregătitor pentru „Madona cu garoafă”. Pe de altă parte, broșa de pe rochia Fecioarei este aproape identică cu cea de pe „Madona Dreyfus”, pe care mulți o consideră opera lui Lorenzo di Credi.

## Iconografie, compoziție și stil

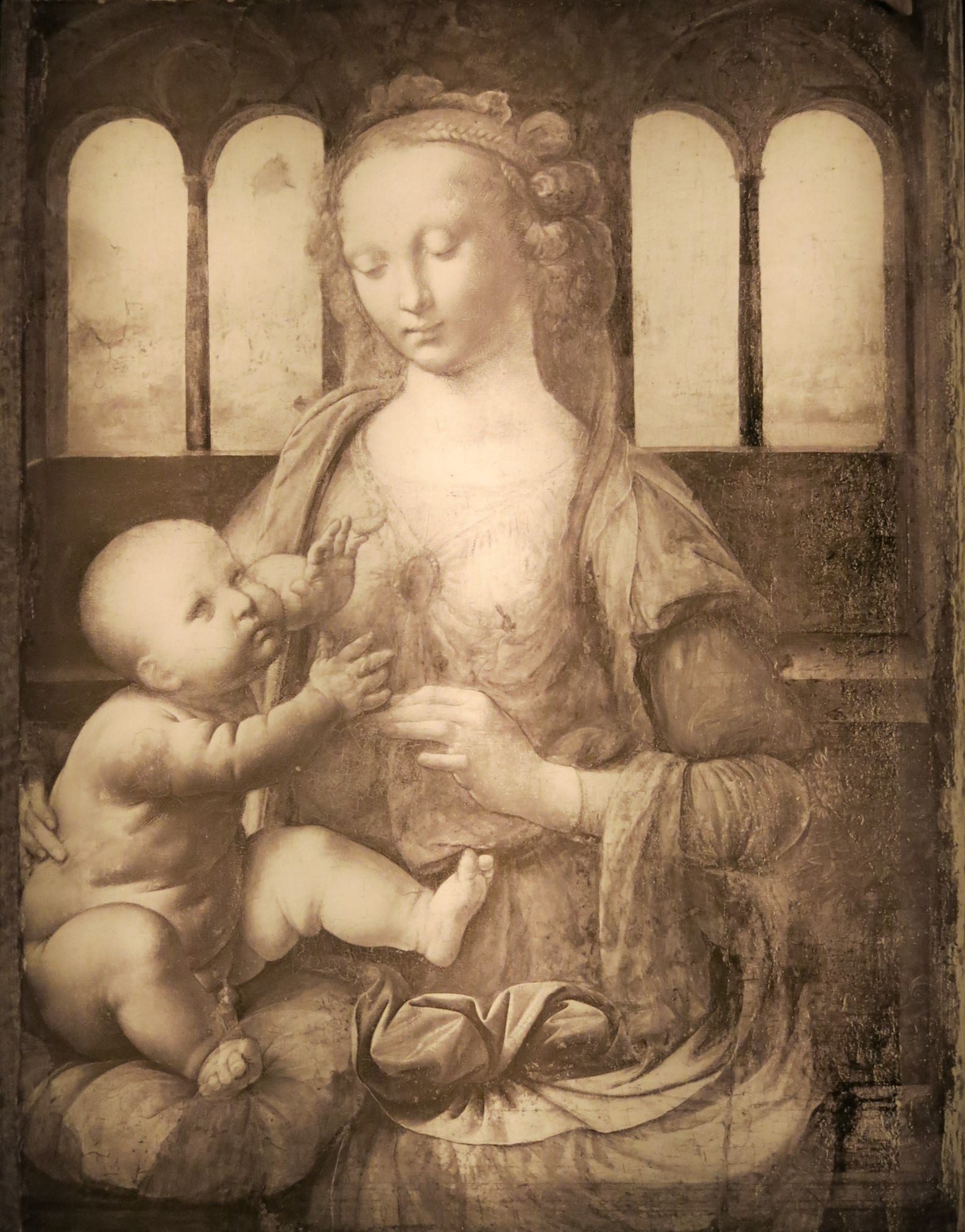
Reflectogramă infraroșu a picturii

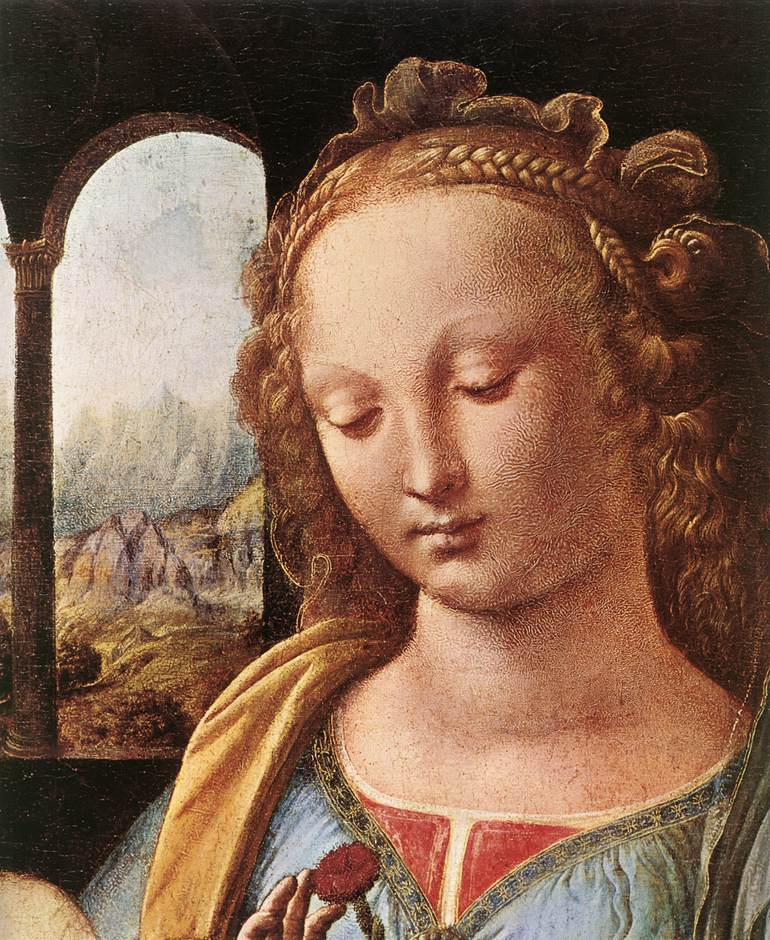
Detaliu. Chipul Madonei

Compoziția picturii este tipică pentru „Madonele” lui Leonardo da Vinci, fiind considerată chiar o „schemă” sau „canon leonardesc”: triunghiul compozițional (sau piramida), simetria, cele două deschideri de fereastră dispuse simetric pe fundal, cu un sfumato caracteristic lui Leonardo, care învăluie peisajul mistic, „lunar”. Aceeași compoziție poate fi observată într-o altă lucrare începută de Leonardo, Madona Litta.
Peste veșmântul complex și bogat în detalii, armonizat cromatic cu lanțul muntos fantastic din fundal, se înalță capul nobil al Mariei. Veșmântul albastru al Madonei simbolizează, în tradiția artei catolice, simbolul purității cerești. Trăsăturile perfecte ale chipului nu sunt perturbate de emoții, doar o ușoară urmă de zâmbet joacă pe buzele Fecioarei. Chipul, parcă acoperit de un voal diafan, emană serenitate datorită tehnicii sfumato desăvârșite de Leonardo în anii săi târzii, creând impresia de îndepărtare și de detașare spirituală.
În contrast cu calmul Madonei, pruncul Iisus este reprezentat într-o mișcare energică. Tremurând de încântare, el încearcă să prindă garoafa roșie pe care o ține cu grație Mama sa. Cu piciorul drept sprijinit pe pernă și cel stâng ridicat de efort, pruncul se apleacă înainte cu tot trupul, ridicându-și mâinile ca și cum ar încerca să prindă un fluture.
Carafa cu garoafe, descrisă de Vasari, este redată în colțul din dreapta jos al picturii. În arta medievală occidentală, garoafa simbolizează logodna. În iconografiea catolică, acest simbol are o semnificație duală, reprezentând iubirea pură și compasiunea, asociată cu sângele vărsat de Hristos. De asemenea, garoafa simbolizează uniunea mistică dintre Mamă și Fiu, dintre Hristos și Biserica Sa.
Pruncul își întinde mâinile către floare, dar privirea sa este îndreptată spre cer, ca o acceptare a destinului tragic și a supunerii față de voința Tatălui. Mantia de pe pieptul Madonei este prinsă cu o broșă-medalion decorată cu un carnelian în centru (simbol al sângelui datorită culorii), înconjurat de perle, simbolizând castitatea, modestia și puritatea. Coafura Fecioarei Maria este elaborată: împletiturile îi încadrează fruntea și susțin un văl semitransparent, de sub care buclele aurii se revarsă de-a lungul feței.
Anumite elemente preluate din stilul timpuriu al lui Verrocchio confirmă perioada de tinerețe a lui Leonardo: structura compozițională, delicatețea aproape translucidă a nuanțelor de piele, gesturile reținute dar realiste ale Mamei și Pruncului, precum și postamentul cu vasul, inspirat de lucrările lui Verrocchio. Chipul Mariei este foarte asemănător cu cel din pictura „Buna Vestire” realizată de Lorenzo di Credi din Galeria Uffizi (1480). Alte detalii includ caracteristici iconografice tipice maturității artistului: peisajul stâncos, draperia galbenă învolburată, coafura elaborată a Fecioarei, reluată în lucrarea „Leda și lebăda”.

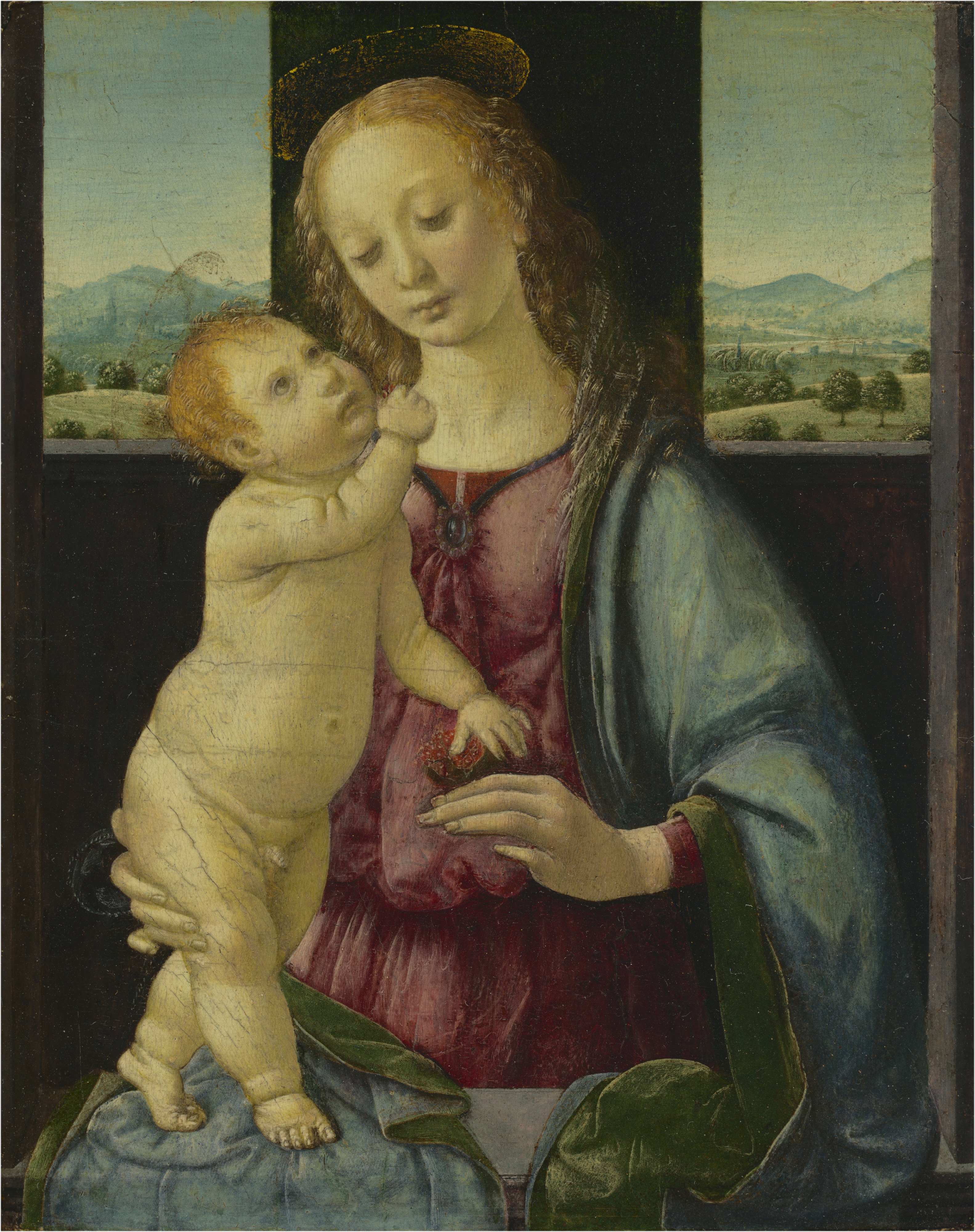
Lorenzo di Credi. Madona cu Pruncul și rodia (Madona Dreyfus). Între 1475 și 1480. Lemn, ulei. Galeria Națională de Artă, Washington
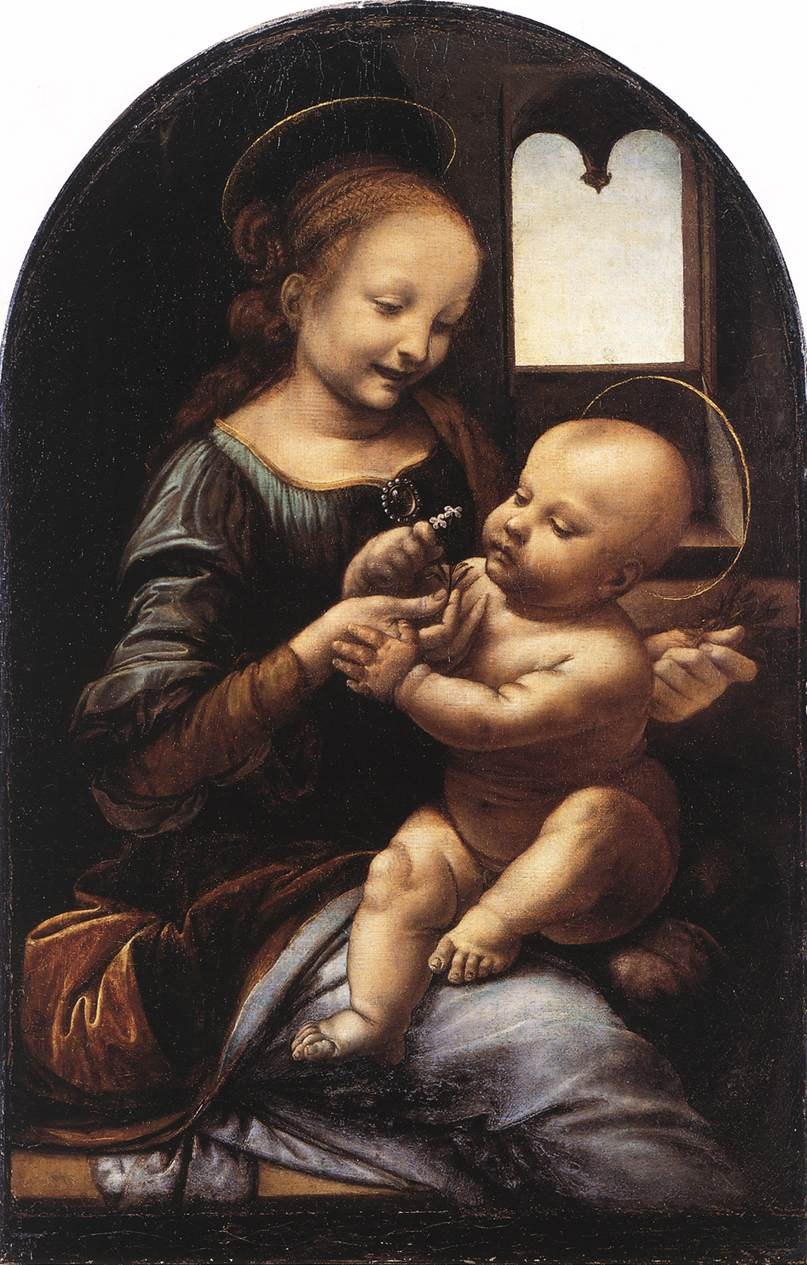
Leonardo da Vinci. Madona Benois. 1478–1480. Pânză (transferată de pe lemn), ulei. Muzeul Ermitaj, Sankt Petersburg
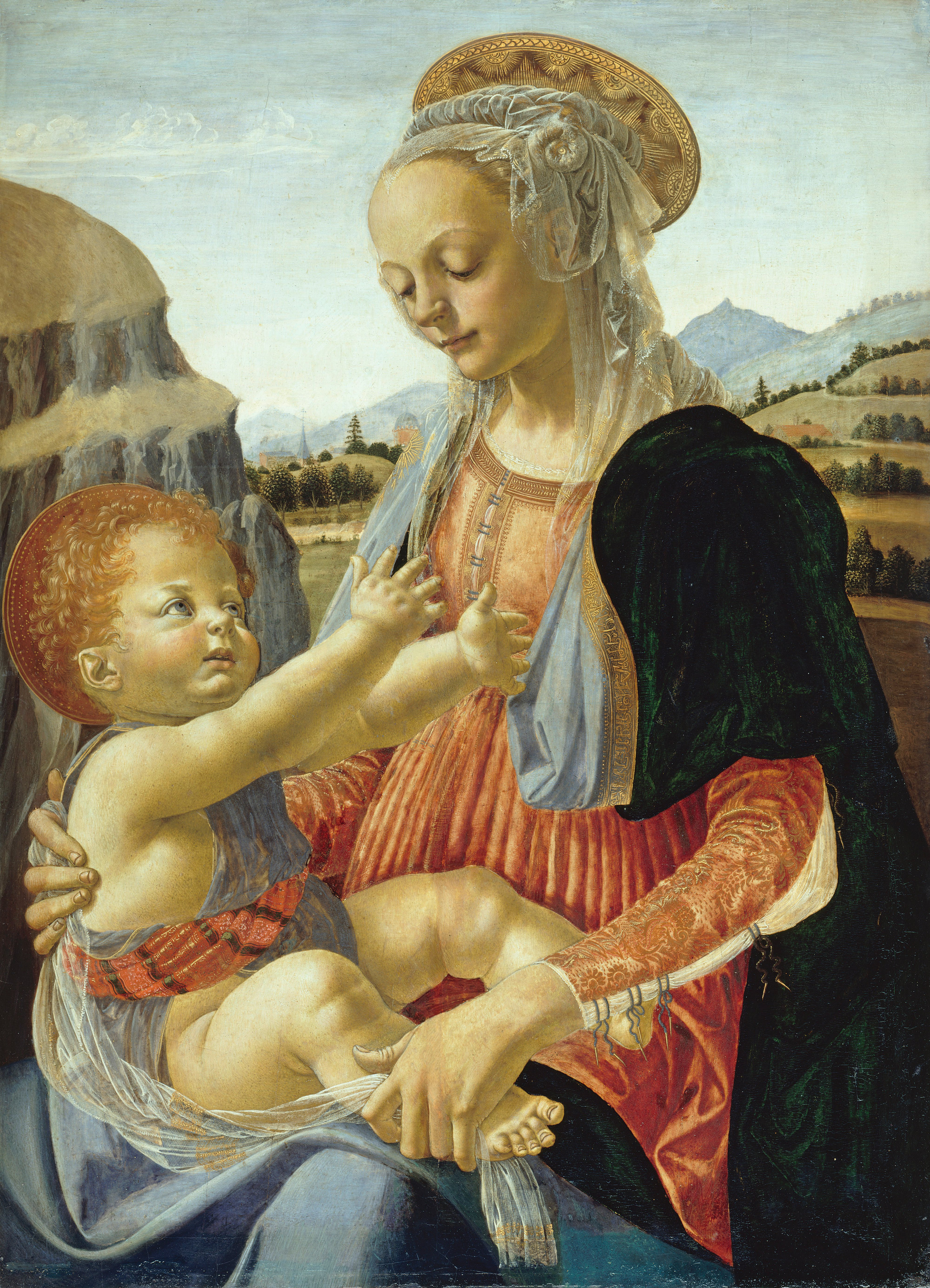
Andrea del Verrocchio. Madona cu Pruncul. 1466–1470. Lemn, tempera, ulei. Galeria de pictură din Berlin
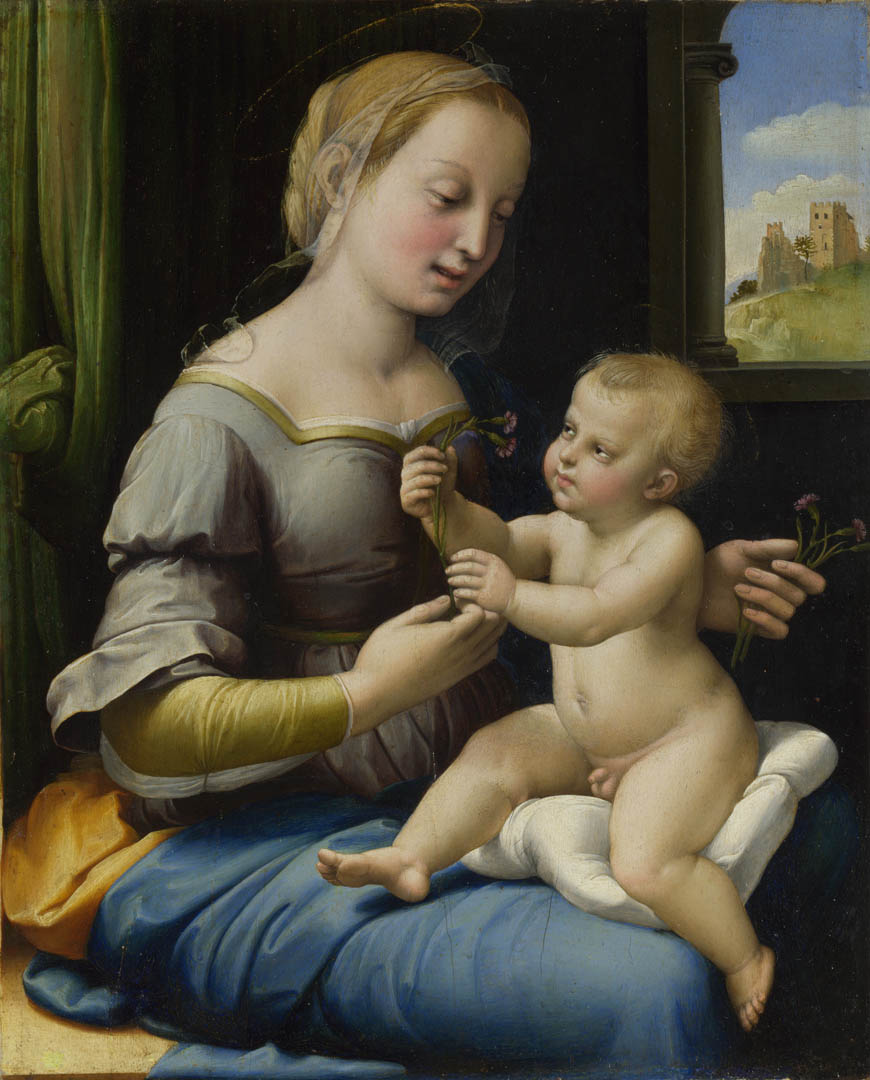
Rafael Sanzio. Madona cu garoafe. 1506–1507. Lemn, ulei. Galeria Națională din Londra